# Bønder (film)
 For alternative betydninger, se Bønder (flertydig). (Se også artikler, som begynder med Bønder)
Bønder er en dokumentarfilm fra 1990 instrueret af Ib Makwarth efter eget manuskript.

## Handling
Dokumentarfilm. Portræt af en vestjysk bondefamilie på udvalgte tidspunkter af året